# Indra Chok
La Indra Chok (en nepalí: इन्द्र चोक) es una de las plazas ceremoniales y de mercado en la arteria que pasa por la sección histórica de la ciudad de Katmandú, Nepal. La intersección de Indra Chok, junto con Maru, la plaza Katmandú Durbar, Makhan, Jana Baha, Asan y Naxal, marcan la antigua ruta comercial entre la India y Tíbet (China), que ahora es una calle de mercado vibrante.
Seis calles se encuentran en Indra Chok y enlazan la plaza a las principales localidades de Katmandú. Sus templos y bazares atraen corrientes de peregrinos y compradores. La plaza lleva el nombre de Indra, "señor del cielo" en la mitología hindú.